# お笑い芸人どっきり王座決定戦スペシャル
『お笑い芸人どっきり王座決定戦スペシャル』（おわらいげいにんどっきりおうざけっていせんスペシャル）は、フジテレビ系列で2009年から2011年までゴールデンタイム・プライムタイム（JST）に不定期放送されていたどっきり番組である。通称『どっきり王座』『どっきり王座決定戦』。主に、『カスペ!』枠や『金曜プレステージ』枠で放送された。

## 概要
当番組は『お笑い芸人王座決定戦スペシャル・シリーズ』の第4弾を位置づける番組で、番組のスタジオセットは『お笑い芸人親子で漫才王座決定戦スペシャル』に流用しており、かつて同局で放送されていた『スターどっきり㊙報告』を踏襲した形となっている。
番組内容はマネージャーや相方などが日頃抱えているお笑い芸人の不満・悩み・悪事などを告白し、それをドッキリでお仕置きして更生させる一味変わったバラエティ番組である。
番組テーマ曲はアラベスクの「Hello Mr.Monkey（ハロー・ミスター・モンキー）」。
2011年6月28日には特別編『オールスター芸能人どっきり王座決定戦スペシャル』が放送され、翌6月29日には当番組のDVD-BOXが発売された。しかし、この回を最後に放送休止状態となっていたが、2013年7月4日（木曜日）から19:00 - 21:54の枠にて当番組と同様のコンセプトを持つ『ザ・ドキドキどっきり』として約2年ぶりに復活し、半年に1回のペースで放送されていた。2016年1月24日からは当番組および『ザ・ドキドキどっきり』を一新させた『人気芸能人にイタズラ! 仰天ハプニング○連発』が放送されている。

## 放送日
※視聴率は関東地区、ビデオリサーチ調べ。赤数字は最高視聴率、青数字は最低視聴率。
| 回数  | 放送日                  | 放送時間（JST） | 放送タイトル                                   | 優勝者                        | 視聴率 | 備考 |
| ----- | ----------------------- | --------------- | ---------------------------------------------- | ----------------------------- | ------ | --- |
| 第1回 | 2009年5月6日（水曜日）  | 21:00 - 22:48   | お笑い芸人どっきり王座決定戦スペシャル         | 吉田敬 （ブラックマヨネーズ） | 18.3%  | |
| 第2回 | 2009年12月4日（金曜日） | 19:57 - 22:48   | お笑い芸人どっきり王座決定戦スペシャル         | 土屋伸之 （ナイツ）           | 16.7%  | 『金曜プレステージ』枠にて放送。 この回から2時間51分枠。                                                   |
| 第3回 | 2010年5月5日（水曜日）  | 19:57 - 22:48   | お笑い芸人どっきり王座決定戦スペシャル         | 世界のナベアツ                | 16.0%  | ニュース・天気（各地域ごと）が途中で挿入された。                                                           |
| 第4回 | 2010年10月8日（金曜日） | 19:57 - 22:52   | お笑い芸人どっきり王座決定戦スペシャル         | もう中学生                    | 7.9%   | 『金曜プレステージ』枠にて放送。 2時間55分の放送だった為、ニュース・天気（各地域ごと）が途中で挿入された。 |
| 第5回 | 2011年6月28日（火曜日） | 19:00 - 21:54   | オールスター芸能人どっきり王座決定戦スペシャル | 真栄田賢 （スリムクラブ）     | 10.7%  | 『カスペ!』枠にて放送。 ニュース・天気（各地域ごと）が途中で挿入された。                                   |

## 出演者

### 司会
- 今田耕司 - 声は黄色
- 東野幸治 - 声は緑色
- 藤井隆 - 声は水色
- 加藤綾子（フジテレビアナウンサー） - 声は桃色

### 審査員
すべて芸人以外の女性タレントが審査員を務めている。

#### 第1回
- 岸本加世子
- 南野陽子
- 杉本彩
- 菊川怜
- 森泉
- 西山茉希
- 皆藤愛子

#### 第2回
- 岸本加世子
- 杉本彩
- 黒谷友香
- 滝沢沙織
- 西山茉希
- 里田まい
- 皆藤愛子

#### 第3回
- 岸本加世子
- 杉本彩
- 滝沢沙織
- 皆藤愛子
- 本仮屋ユイカ
- マリエ
- 道端アンジェリカ

#### 第4回
- 岸本加世子
- 杉本彩
- 黒谷友香
- 吉川ひなの
- 石川梨華
- 皆藤愛子
- トリンドル玲奈

### レポーター（仕掛け人）

#### 第1回
- 次長課長
- フットボールアワー
- 近藤春菜（ハリセンボン）
- しずる
- FUJIWARA
- 南海キャンディーズ
- 森三中
- 川島章良（はんにゃ）

#### 第2回
- 森三中
- はんにゃ
- 我が家
- オリエンタルラジオ
- 渡辺直美
- ザブングル
- 響
- ブラックマヨネーズ
- ケンドーコバヤシ

#### 第3回
- オリエンタルラジオ
- 麒麟
- くわばたりえ（クワバタオハラ）
- しずる
- 島田秀平
- 千原せいじのはずが引っ掛け側のケンドーコバヤシに逆ドッキリを掛けられた。

### どっきりに引っかかった芸人

#### 第1回
- 藤森慎吾（オリエンタルラジオ）
- 石田明（NON STYLE）
- 吉田敬（ブラックマヨネーズ）
- 杉山裕之（我が家）
- 渡辺直美
- 春日俊彰（オードリー）
- 山田ルイ53世（髭男爵）
- 金田哲（はんにゃ）

#### 第2回
- 友近
- 池田一真（しずる）
- バービー（フォーリンラブ）
- 後藤輝基（フットボールアワー）
- 山里亮太（南海キャンディーズ）
- 井上裕介（NON STYLE）
- 土屋伸之（ナイツ）
- 宮川大輔

#### 第3回
- いとうあさこ
- サバンナ
- 世界のナベアツ（ジャリズム）
- 鈴木Q太郎（ハイキングウォーキング）
- 箕輪はるか（ハリセンボン）
- 村上健志（フルーツポンチ）
- 宇治原史規（ロザン）

#### 第4回
- 川田広樹（ガレッジセール）
- 西森洋一（モンスターエンジン）
- もう中学生
- チャンカワイ（Wエンジン）
- ねづっち（Wコロン）
- ロッシー（野性爆弾）
- ジャルジャル
- シルク

## スタッフ
- 制作統括：小松純也（第2回はチーフプロデューサー）
- ロケ演出：菅剛史
- 演出：城間康男
- プロデューサー：安藤厚司、金佐智絵、生沼教行
- チーフプロデューサー：佐々木将
- 制作協力：吉本興業、4-Legs、THE WORKS、グスク
- 制作：フジテレビバラエティ制作センター
- 制作著作：フジテレビ

### 過去のスタッフ
- 制作（第2回）：清水宏泰

## 関連番組
- 爆笑そっくりものまね紅白歌合戦スペシャル - 同局で不定期放送されているものまね番組。司会は当番組でも務める今田耕司、東野幸治が務める。
- あらびき団 - TBS系列で2007年10月〜2011年9月にレギュラー放送されていたお笑い番組。司会は当番組でも務める東野幸治、藤井隆が務める。